# اونولر (گرگر)
اونولر {{ترکی|Onevler) (به کردی: Helul) یک منطقهٔ مسکونی کردنشین در ترکیه است که در گرگر، آدیامان واقع شده‌است.